# Wereldkampioenschappen judo 1993
De wereldkampioenschappen judo 1993 waren de zeventiende editie van de wereldkampioenschappen judo en werden gehouden in de tot judotempel omgebouwde Copps Colliseum (17.000 toeschouwers) in Hamilton van donderdag 30 september tot en met zondag 3 oktober 1993. 

## Deelnemers

### Nederland
De Judo Bond Nederland (JBN) stuurde negen judoka's naar Canada.
Mannen
–60 kg — Geen deelnemer
–65 kg — Geen deelnemer
–71 kg — Geen deelnemer
–78 kg — Louis Wijdenbosch
–86 kg — Alex Smeets
–95 kg — Theo Meijer
+95 kg — Geen deelnemer
Open klasse — Geen deelnemer
Vrouwen
–48 kg — Geen deelneemster
–52 kg — Geen deelneemster
–56 kg — Jessica Gal
–61 kg — Jenny Gal
–66 kg — Claudia Zwiers
–72 kg — Karin Kienhuis
+72 kg — Monique van der Lee
Open klasse — Angelique Seriese

## Resultaten

### Mannen
| Gewichtsklasse | Goud              | Zilver                | Brons                                 |
| -------------- | ----------------- | --------------------- | ------------------------------------- |
| – 60 kg        | Ryuji Sonoda      | Nazim Guseinov        | Richard Trautmann Georgi Vazagashvili |
| – 65 kg        | Yukimasa Nakamura | Eric Born             | Sergei Kosmynin Udo Quellmalz         |
| – 71 kg        | Chung Hoon        | Bertalan Hajtós       | Rogerio Cardoso Daisuke Hideshima     |
| – 78 kg        | Jeon Ki-Young     | Hidehiko Yoshida      | Jason Morris Darcel Yandzi            |
| – 86 kg        | Yoshio Nakamura   | Nicolas Gill          | Adrian Croitoru León Villar           |
| – 95 kg        | Antal Kovács      | Aurélio Miguel        | Marc Meiling Stéphane Traineau        |
| + 95 kg        | David Douillet    | Davit Chachaleisjvili | Sergei Kossorotov Frank Möller        |
| Open           | Rafał Kubacki     | Henry Stohr           | Davit Chachaleisjvili Naoya Ogawa     |

### Vrouwen
| Onderdeel | Goud               | Zilver            | Brons                                   |
| --------- | ------------------ | ----------------- | --------------------------------------- |
| – 48 kg   | Ryoko Tamura       | Li Aiyue          | Joyce Heron Giovanna Tortora            |
| – 52 kg   | Legna Verdecia     | Almudena Muñoz    | Cécile Nowak Wakaba Suzuki              |
| – 56 kg   | Nicola Fairbrother | Chiyori Tateno    | Jessica Gal Driulis González            |
| – 61 kg   | Gella Vandecaveye  | Yael Arad         | Diane Bell Ileana Beltrán               |
| – 66 kg   | Cho Min-sun        | Liliko Ogasawara  | Odalis Revé Di Zhang                    |
| – 72 kg   | Leng Chunhui       | Kate Howey        | Victoria Kazounina Kim Mi-jung          |
| + 72 kg   | Johanna Hagn       | Noriko Anno       | Svetlana Goudarenko Monique van der Lee |
| Open      | Beata Maksymow     | Angelique Seriese | Moon Ji-Yoon Yun Zhang                  |

## Medaillespiegel
| Plaats | Land                | Goud | Zilver | Brons | Totaal |
| 1      | Japan               | 4    | 3      | 3     | 10     |
| 2      | Zuid-Korea          | 3    | 0      | 2     | 5      |
| 3      | Polen               | 2    | 0      | 0     | 2      |
| 4      | Duitsland           | 1    | 1      | 4     | 6      |
| 5      | China               | 1    | 1      | 2     | 4      |
| 5      | Verenigd Koninkrijk | 1    | 1      | 2     | 4      |
| 7      | Hongarije           | 1    | 1      | 0     | 2      |
| 8      | Cuba                | 1    | 0      | 3     | 4      |
| 8      | Frankrijk           | 1    | 0      | 3     | 4      |
| 10     | België              | 1    | 0      | 0     | 1      |
| 11     | Georgië             | 0    | 1      | 2     | 3      |
| 11     | Nederland           | 0    | 1      | 2     | 3      |
| 13     | Brazilië            | 0    | 1      | 1     | 2      |
| 13     | Spanje              | 0    | 1      | 1     | 2      |
| 13     | Verenigde Staten    | 0    | 1      | 1     | 2      |
| 16     | Azerbeidzjan        | 0    | 1      | 0     | 1      |
| 16     | Canada              | 0    | 1      | 0     | 1      |
| 16     | Israël              | 0    | 1      | 0     | 1      |
| 16     | Zwitserland         | 0    | 1      | 0     | 1      |
| 20     | Rusland             | 0    | 0      | 4     | 4      |
| 21     | Roemenië            | 0    | 0      | 1     | 1      |
| 21     | Italië              | 0    | 0      | 1     | 1      |
| Totaal | Totaal              | 16   | 16     | 32    | 64     |